# جمعة إيتشطن
جمعة إيتشْطَن، (بالتركية: Cuma İçten)‏ (ولد: 1 يناير 1973، في دياربكر بتركيا) رجل أعمال وسياسي تركي. ونائب سابق في البرلمان التركي في دورته (24) ممثلا عن حزب العدالة والتنمية.